# Molophilus czizeki
Molophilus czizeki är en tvåvingeart som beskrevs av Paul Lackschewitz 1931. Molophilus czizeki ingår i släktet Molophilus och familjen småharkrankar. Inga underarter finns listade i Catalogue of Life.